# 許氏蚜
許氏蚜（学名：Toxoptera schlingeri）为常蚜科桔蚜屬下的一个种。